# Бребель
Бребель (нем. Brebel) — коммуна в Германии, в земле Шлезвиг-Гольштейн. 
Входит в состав района Шлезвиг-Фленсбург. Подчиняется управлению Зюдербраруп.  Население составляет 407 человек (на 31 декабря 2010 года). Занимает площадь 6,96 км². Официальный код  —  01 0 59 014.